# Evgheni Ceazov
Evgheni Ivanovici Ceazov (în rusă Евгений Иванович Чазов; n. 10 iunie 1929, Nijni Novgorod, URSS – d. 12 noiembrie 2021, Moscova, Rusia) a fost un medic din Uniunea Sovietică și Rusia, specializat în cardiologie, șef al Direcției a IV-a din cadrul Ministerului Sănătății al URSS, membru al Academiei Ruse de Științe și al Academiei Ruse de Științe Medicale, deținător a numeroase premii și decorații sovietice, rusești și străine.

## Biografie
A absolvit Institutul Medical din Kiev.
Ca șef al Direcției a IV-a din cadrul Ministerului Sănătății al URSS, el era responsabil pentru starea de sănătate a conducătorilor statului sovietic, deși el a negat, uneori, că a fost „medic personal”.
În cartea sa de memorii, Sănătate și putere, el descrie mai multe situații în care s-a îngrijit de starea de sănătate a liderilor sovietici și a unor lideri ai statelor satelit ale URSS.
Ceazov a fost, începând din 1976, directorul Centrului de Cardiologie de la Moscova, unul dintre cele mai mari astfel de centre din lume, care cuprinde 10 institute separate.

## Premiul Nobel pentru Pace
Evgheni Ceazov a fost membru al organizației Medicii lumii pentru prevenirea războiului nuclear. Însărcinată cu promovarea cercetării efectelor medicale, psihologice și biosferice ale războiului nuclear, organizația a fost distinsă cu Premiul Nobel pentru Pace pe 10 decembrie 1985. Cu ocazia festivității de atribuire oficială a premiului, Ceazov a ținut discursul de acceptare la Oslo. Grupul avea, la acel moment, peste 135.000 de membri din 41 de țări. Mai multe grupuri au protestat față de decizia de a-l include pe Ceazov și au susținut că Ceazov era responsabil pentru unele dintre abuzurile sovietice în domeniul medical și psihiatric și pentru atacurile la adresa fizicianului și disidentului sovietic Andrei D. Saharov, laureat al Premiului Nobel pentru Pace în 1975.